# Hans Küng
Hans Küng (Sursee, Lucerna, Suiza; 19 de marzo de 1928 - Tubinga, Baden-Wurtemberg, Alemania; 6 de abril de 2021) fue un sacerdote católico, teólogo y escritor suizo. Desde 1995 hasta 2013 fue presidente de la Fundación por una Ética Mundial (Stiftung Weltethos). Küng fue «un sacerdote católico en activo».  Famoso por su postura contra la infalibilidad papal. Profesor emérito de Teología Ecuménica en la Universidad de Tubinga desde 1996. A pesar de no tener permiso de la Santa Sede para enseñar teología católica, ni su obispo ni la Santa Sede han revocado sus facultades sacerdotales.

## Biografía
Estudió teología y filosofía en la Universidad Pontificia Gregoriana de Roma y fue ordenado sacerdote en 1954. Continuó sus estudios en varias universidades europeas, entre ellas la Sorbona.
En 1962 fue nombrado oficialmente teólogo conciliar por el papa Juan XXIII y en calidad de tal participó activamente como perito del Concilio Vaticano II. Colega de grandes teólogos de esta época, como Karl Rahner, Yves Congar, Edward Schillebeeckx, Henri de Lubac, Hans Urs von Balthasar y Joseph Ratzinger.
En 1979 la Santa Sede le retiró la licencia a Küng para enseñar teología católica, debido en parte a su libro ¿Infalible? Una pregunta, donde cuestiona el dogma de la infalibilidad en la Iglesia.La Congregación para la Doctrina de la Fe le había citado en 1975 para confrontar sus opiniones, pero Küng nunca acudió. Su actitud crítica frente a la Santa Sede, y especialmente frente a la figura del papa Juan Pablo II, le convirtieron en uno de los principales teólogos críticos. El papa Benedicto XVI (Joseph Ratzinger) lo recibió en 2005 y hubo un diálogo cordial entre ambos, como fue reconocido por ambas partes. El Servicio de Información del Vaticano publicó de forma oficial el encuentro, que según el propio Hans Küng, redactaron el propio pontífice y Küng. Hans Küng reconoció la labor del papa, y Benedicto XVI reconoció la labor del teólogo en el estudio de las religiones y su propuesta de la ética mundial. En el comunicado también se establece que en dicho encuentro no se habló de los temas discutidos de la teología dogmática.En 2016 se supo por noticias de la prensa internacional que había habido un intercambio epistolar entre Hans Küng y el papa Francisco. A través de la nunciatura de Berlín, Küng recibió una carta del papa Francisco fechada el Domingo de Ramos, día 20 de marzo de 2016, cuyas primeras palabras eran «Lieber Mitbruder» (‘Querido hermano’).
El trabajo de Hans Küng se ha reflejado en una vasta obra, cuyo denominador común en las publicaciones de lás últimas décadas es el fomento de la mutua comprensión y la consolidación de una nueva ética mundial que posibilite la convivencia de las religiones.
Falleció en Tubinga el 6 de abril de 2021 por causas naturales.

## ¿Infalible? Una pregunta
En este libro Küng cuestiona el concepto de infalibilidad en la teología católica, y parte de la consideración de la infalibilidad del magisterio ordinario, para analizar la formulación de la infalibilidad papal (magisterio extraordinario) y la de los concilios (también magisterio extraordinario y algunos de ellos sin intervención papal). De su análisis concluye que la infalibilidad entendida como proposiciones infalibles no tiene sentido y que es mejor hablar de indefectibilidad o de la Iglesia en la Verdad a pesar de los errores históricos.

## Ser cristiano
Küng destacó de manera especial por su obra Ser cristiano. Parte en este libro de negar toda posibilidad de salvación en este mundo y constatar que la técnica, el desarrollo económico, el orden político o las revoluciones se dan cita ante la tumba de sus esperanzas. Sin Dios el ser humano no puede responder a las preguntas claves ¿qué puedo hacer?, ¿qué debo hacer? y ¿qué puedo esperar? A Dios solo se le puede conocer en la práctica; la única “prueba” de Dios es la experiencia de aquel que ha dicho sí a Dios.
Hans Küng dice que ser cristiano es una decisión por Jesucristo, el abogado de la causa de Dios y del bien de los hombres; lo distintivo de la acción cristiana es el seguimiento de Jesucristo; significa vivir, sufrir y morir como verdadero hombre siguiendo a Jesucristo en el mundo actual, sostenido por Dios y sirviendo a los hombres.
Aunque para Küng «Cristo Jesús, tal como está atestiguado en los documentos originales del Nuevo Testamento, es la norma normans, la norma normativa, que no solo vale para el teólogo particular, sino también para toda la comunidad eclesial y sus representantes y concilios...» En suma, Cristo Jesús es la norma primaria; la Iglesia, sus autoridades y documentos son solo norma secundaria",se le acusa de asegurar que Jesús es un ser humano excepcional, pero sin igualar a Dios. Se da en esta obra una concepción de Jesús como Hijo de Dios, una exaltación especial por parte del mismo Dios a Jesús por medio del envío al mundo desde la Cruz. 

## Ética
Küng es el fundador presidente de la Fundación Ética Mundial que tiene su sede central en Alemania. Esta organización existe en muchos otros países y promueve básicamente el diálogo interreligioso como base para iniciar los procesos que conlleven a la paz mundial. Su lema es: «No habrá paz mundial sin paz entre las religiones, no habrá paz entre las religiones sin diálogo entre las religiones».
Küng ha sido muy polémico a lo largo de toda su carrera. Ha acusado al magisterio de la Iglesia católica de autoritarismo y de censura frente al debate eclesial. Una de sus mayores críticas al magisterio se desató con la publicación de la enciclíca Evangelium Vitae (El Evangelio de la vida) en la que se mostraban las posiciones de la Iglesia respecto a la moral sexual, a la anticoncepción y el aborto. Küng señaló que con esta encíclica Juan Pablo II revelaba su carácter autoritario y su negativa al diálogo con el mundo moderno.

## Obra

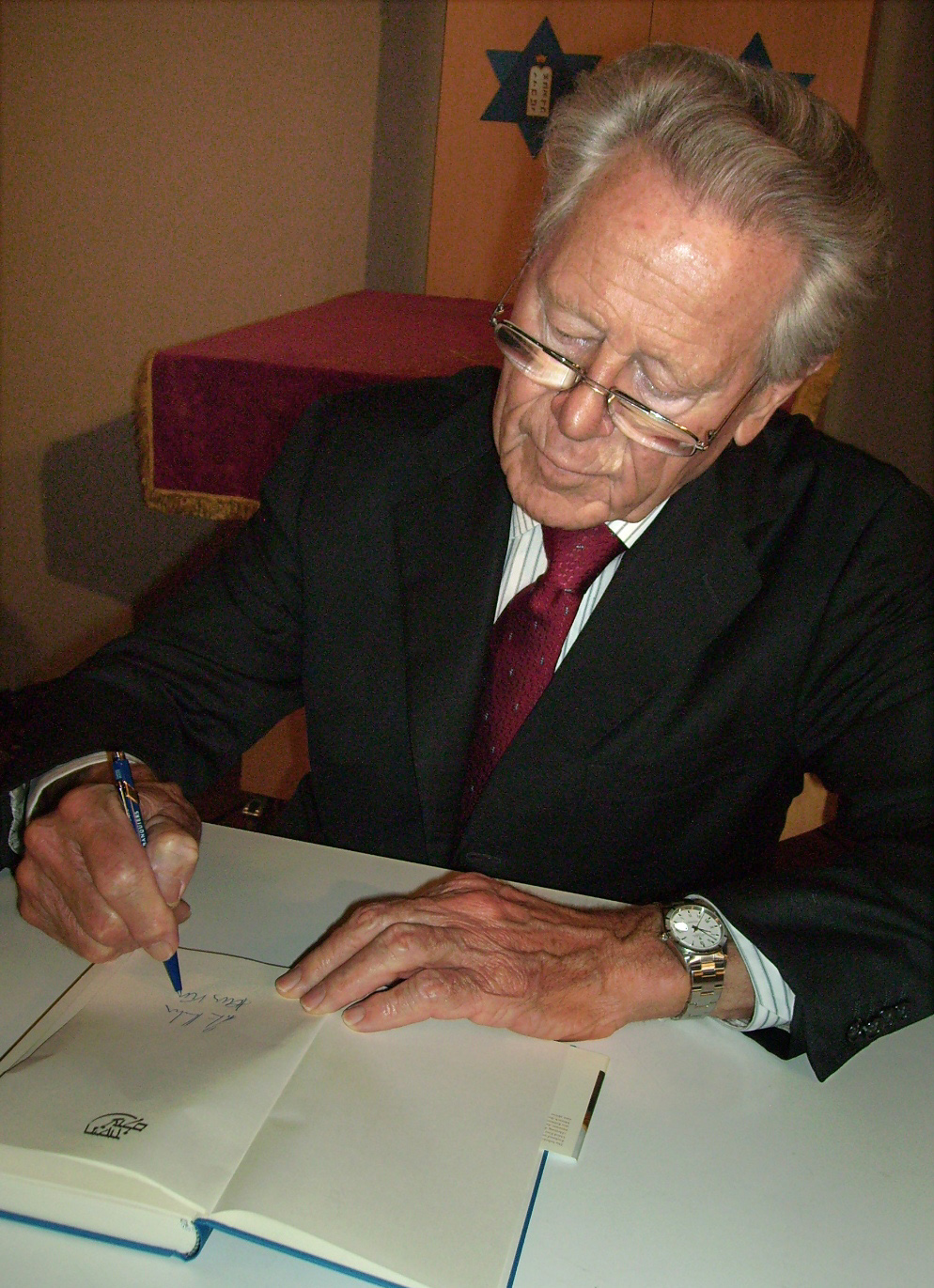
Hans Küng en la sinagoga de Hechingen, el 2 de marzo de 2009.

Es autor de gran cantidad de títulos: 
- Una economía decente en la era de la globalización, Trotta, Madrid, 2019.
- Una muerte feliz, Trotta, Madrid, 2018.
- Siete papas, Trotta, Madrid, 2017.
- Lo que yo creo, Trotta, Madrid, 2011.
- Verdad controvertida. Memorias II (2008), Trotta, Madrid, 2009.
- Música y religión. Mozart, Wagner y Bruckner, Trotta, Madrid, 2008.
- Ética Mundial en América Latina, Trotta, Madrid, 2008.
- El principio de todas las cosas. Ciencia y religión (2005), Trotta, Madrid, 2007.
- El islam. Historia, presente, futuro (2004), Trotta, Madrid, 2006.
- Libertad conquistada. Memorias I (2002), Trotta, Madrid, 2003.
- La mujer en el cristianismo, Trotta, Madrid, 2002.
- Una ética mundial para la economía y la política, Trotta, Madrid, 1999.
- En busca de nuestras huellas (1999), Debate, Barcelona, 2004.
- Grandes pensadores cristianos. Una pequeña introducción a la teología (1995), Trotta, Madrid, 1995.
- El cristianismo. Esencia e historia (1994), Trotta, Madrid, 1997.
- Credo. El Símbolo de los Apóstoles explicado al hombre de nuestro tiempo (1992), Trotta, Madrid, 1995.
- El judaísmo. Pasado, presente, futuro (1991), Trotta, Madrid, 1993.
- Mantener la esperanza. Escritos para la reforma de la Iglesia (1990), Trotta, Madrid, 1993.
- Proyecto de una ética mundial (1990), Trotta, Madrid, 1991.
- Teología para la posmodernidad. Fundamentación ecuménica (1987), Alianza, Madrid, 1989.
- ¿Vida eterna? Respuesta al gran interrogante de la vida humana (1982), Cristiandad, Madrid, 1983; Trotta, Madrid, 2000.
- ¿Existe Dios? Respuesta al problema de Dios en nuestro tiempo (1978), Cristiandad, Madrid, 1979; Trotta, Madrid, 2005.
- Libertad del cristiano, Herder, Barcelona, 1975.
- Ser cristiano (1974), Cristiandad, Madrid, 1978; Trotta, Madrid, 1996.
- La encarnación de Dios. Introducción al pensamiento de Hegel como prolegómenos para una cristología futura, Herder, Barcelona, 1974.
- ¿Infalible? Una pregunta (1970), Herder, Barcelona, 1971.
- La Iglesia (1967), Herder, Barcelona, 1984.
- La justificación. Doctrina de Karl Barth y una interpretación católica (1957), Herder, Barcelona, 1967.
- Estructuras de la Iglesia [Strukturen der Kirche (1962)], Estela, Barcelona, 1965.

Entre sus títulos en colaboración se cuentan:
- Morir con dignidad. Un alegato a favor de la responsabilidad (con Walter Jens), 2010.
- La ética mundial entendida desde el cristianismo. Posiciones, experiencias, impulsos (con Ángela Rinn-Maurer), 2008.
- Ciencia y ética mundial (coeditor con Karl-Josef Kuschel), 2006.
- Reivindicación de una ética mundial (editor), 2002.
- Teología en libertad. Diálogo con Hans Küng (con Walter Jens y Karl-Josef Kuschel), 1998.
- Hacia una ética mundial (coeditor con Karl-Josef Kuschel), 1994.